# 米重文樹
米重 文樹（よねしげ ふみき、1942年2月27日 - ）は、東京大学名誉教授、スラブ語学・スラブ文学研究者。

## 来歴・人物
1942年2月27日北京に生まれる。1960年広島市の修道高等学校を卒業。1965年東京大学文学部卒業、1967年東京大学大学院人文科学研究科言語学専攻修士課程修了、1970年東京大学大学院人文科学研究科言語学専攻博士課程を単位取得満期退学し、同年埼玉大学教養部講師、1977年広島大学総合科学部助教授を経て、1988年広島大学総合科学部教授に就任。1992年神奈川大学外国語学部教授、1994年東京大学文学部教授、1995年東京大学大学院人文社会系研究科教授（スラブ語・スラブ文学）を務め、2003年東京大学を定年退官。

## 著書
- 米重文樹『生きたロシア語入門』白水社、1987年。ISBN 4560016186。 NCID BN10800701。
  - 米重文樹『生きたロシア語入門= Первый шаг по-русски : грамматика и практика』（第2版）白水社、1993年。ISBN 4560016224。 NCID BN12577124。
- 米重文樹『ロシア語 : 読本と練習』白水社、1991年。ISBN 4560016208。 NCID BN08621776。
- 米重文樹, トマルキンピョートル『話すロシア語入門』白水社、1996年。ISBN 4560016259。 NCID BA34806992。
  - 『話すロシア語入門』白水社、2007年。ISBN 9784560616253。 NCID BB12684888。